# غوستافو غرندونا
غوستافو غرندونا (بالإسبانية: Gustavo Grondona)‏ هو لاعب كرة قدم أرجنتيني في مركز الوسط، ولد في 16 يونيو 1968 في بوينس آيرس في الأرجنتين. لعب مع أرسنال ساراندي وإنديبندينتي وديبورتيفو إسبانول ونادي سبورتينغ كريستال ونادي يونيفرسيتاريو وهوراكان.